# 前田半田
前田 半田（まえだ はんでん、1817年（文化14年） - 1878年（明治11年）10月25日）は、日本の画家。徳島県美馬郡つるぎ町（旧半田町）出身。本名は前田 暢堂。名は碩。字は子果、実甫。別号は暢堂、青牛。

## 生涯
文化14年（1817年）に医師である前田養拙の子として京都府で生まれた。中島来章から日本画を学ぶ。その後、貫名菘翁・山本梅逸を師として、京都を中心に活躍していく。明治5年（1872年）に前田暢堂から前田半田と改名したとされる。田能村直入に入門した児玉果亭に画法を説いている。
明治11年（1878年）に62歳で去る。